# Przemysław Czyż
Przemysław Czyż (ur. 11 października 1972 w Warszawie) – polski urzędnik, prawnik i dyplomata, ambasador RP w Macedonii (2011–2013), Przedstawiciel RP przy Palestyńskiej Władzy Narodowej (2019–2024).

## Życiorys
W 1996 ukończył studia na Wydziale Prawa i Administracji Uniwersytetu Warszawskiego. Od tamtego roku jest związany zawodowo ze służbą zagraniczną, zaczynając od stanowiska podreferendarza. Staż w ramach aplikacji odbył w ambasadzie RP w Tel Awiwie. W 2003 został członkiem służby cywilnej. Ukończył także aplikację legislacyjną. Od 2001 zajmował się problematyką prawną i legislacyjną, początkowo jako zastępca dyrektora Biura Dyrektora Generalnego, a następnie od 2006 do 2009 jako dyrektor Biura Dyrektora Generalnego, a od 2009 do 2011 Biura Prawnego i Zamówień Publicznych. Od 8 listopada 2011 do 15 lipca 2013 ambasador RP w Macedonii. Po powrocie zastępca dyrektora Centrum Polsko-Rosyjskiego Dialogu i Porozumienia (2014–2016) oraz dyrektor Biura Infrastruktury (2016–2018). Od 1 sierpnia 2019 do 2024 był Przedstawicielem RP przy Palestyńskiej Władzy Narodowej.
Zna języki angielski oraz rosyjski. Jest żonaty. Wychowuje dwójkę dzieci.

## Odznaczenia
- Gwiazda Przyjaźni Orderu Prezydenta Mahmuda Abbasa(inne języki) (Palestyna, 2024)[9]